# كانتون بيدرو كاربو
كانتون بيدرو كاربو (بالإنجليزية: Pedro Carbo Canton)‏ هو كانتون في الإكوادور، يتبع مقاطعة غاياس. بلغ عدد سكانها في تعداد عام 2001 36,711 نسمة.

## السكان
المجموعات العرقية في التعداد الإكوادوري لعام 2010:
| العرقية               | النسبة |
| --------------------- | ------ |
| ميستيثو               | 57.2%  |
| مونتوبيو              | 32.8%  |
| الإكوادوريون الأفارقة | 6.2%   |
| اللاتينيون            | 3.5%   |
| السكان الأصليون       | 0.2%   |
| أخرى                  | 0.1%   |